# Chinesisch-Isländisches Arktisobservatorium
Das Chinesisch-Isländische Arktisobservatorium (chinesisch 中冰北极科学考察站, Pinyin Zhōng-Bīng Běijí Kēxué Kǎocházhàn, isl. Sameiginleg miðstöð í norðurljósarannsóknum) ist eine gemeinsame Einrichtung des Chinesischen Polarforschungszentrums mit dem Isländischen Forschungszentrum (Rannsóknamiðstöð Íslands, Rannís) in  Kárhóll, Gemeinde Þingeyjarsveit, im Norden von Island. Der Forschungsschwerpunkt liegt bei Polarlichtern und Weltraumwetter, es werden aber auch Projekte zu Atmosphärenwissenschaften, Glaziologie etc. durchgeführt.

## Geschichte
Am 17. August 2012 unterzeichneten das Chinesische Polarforschungszentrum und die Universität von Island (Háskóli Íslands) am Rande eines chinesisch-isländischen Symposiums zur Nordpolforschung ein Memorandum über den Bau einer gemeinsamen Nordlicht-Beobachtungsstation.
Darauf aufbauend unterzeichneten das Chinesische Polarforschungszentrum und das Isländische Forschungszentrum am 5. Oktober 2013 ein Kooperationsabkommen über den Bau eines „Gemeinsamen Zentrums für Nordlichtforschung“ (Sameiginleg miðstöð í norðurljósarannsóknum) bzw. „Gemeinsamen Polarlichtobservatoriums“ (中冰联合极光观测台) auf dem Kárhóll-Anwesen, 65 km östlich von Akureyri. Die auf Englisch Arctic Observatory genannte Einrichtung sollte als Non-Profit-Organisation betrieben werden.
Am 2. Juni 2014 begannen auf dem 158 ha großen Gelände mit einer feierlichen Zeremonie die Erdarbeiten für das an einem Berghang gelegene Observatoriumsgebäude; die ersten Spatenstiche wurden von Yang Huigen (杨惠根, * 1965), dem Leiter des Chinesischen Polarforschungszentrums, zusammen mit isländischen Kollegen getan.
Am 10. Oktober 2016 war der Rohbau des dreistöckigen Gebäudes mit einer Grundfläche von etwa 300 m² fertiggestellt, im Oktober 2017 waren die ersten drei Kameras für Polarlichtbeobachtung installiert. Nun schlug das Chinesische Polarforschungszentrum vor, das Polarlichtobservatorium zu einem breiter angelegten Observatorium für Polarwissenschaften auszubauen, wo man nicht nur Nordlichter beobachten, sondern auch Forschungen zur Atmosphäre, Meereskunde, Gletschern, Geophysik und Biologie durchführen könnte. Die isländische Seite unterstützte den Vorschlag, und am 18. Oktober 2018 wurde die nun „Chinesisch-Isländisches Arktisobservatorium“ genannte Einrichtung in dieser Form eingeweiht.
Im Isländischen wurde die alte Bezeichnung „Gemeinsames Zentrum für Nordlichtforschung“ beibehalten.

## Einrichtungen
Das eigentliche Observatoriumsgebäude aus Stahlbeton mit einer Geschossfläche von 753 m² besitzt im Erdgeschoss einen Ausstellungsraum und einen Sitzungssaal, der auch für populärwissenschaftliche Veranstaltungen mit bis zu 50 Teilnehmern genutzt wird. Im ersten Obergeschoss befinden sich Labors und Büros, im zweiten Obergeschoss die Beobachtungsgeräte. In dem Observatorium können bis zu 10 Wissenschaftler gleichzeitig arbeiten. Zur Unterbringung der Wissenschaftler steht auf dem ehemaligen Bauernhof ein zweistöckiges Wohngebäude mit 159 m² Grundfläche zur Verfügung, außerdem gibt es eine große Lagerhalle mit etwa 500 m². Im Jahr 2023 wurden dort Forschungsarbeiten auf folgenden Gebieten durchgeführt:
- Polarlichter
- Weltraumwetter
- Atmosphärenwissenschaften und Meteorologie
- Biologie und Ökologie
- Meereskunde
- Glaziologie
- Geophysik und Geologie
- Klimawandel und Umweltwissenschaften
- Satellitengestützte Erdbeobachtung[9]

Die Wissenschaftler kamen unter anderem von der Universität von Island, der Universität Akureyri, dem Isländischen Wetteramt, der Universität Peking, der Universität Wuhan, der Shandong-Universität, der Chinesischen Universität für Wissenschaft und Technik, dem Nationalen Zentrum für Weltraumwissenschaften und dem Institut für Geologie und Geophysik (die letzten drei sind Einrichtungen der Chinesischen Akademie der Wissenschaften).
Nach dem für 2025 geplanten Start des Forschungssatelliten SMILE (Solar wind-Magnetosphere-Ionosphere Link Explorer) soll das Chinesisch-Isländische Arktisobservatorium mit diesem Satelliten zusammenarbeiten. Gegebene Nordlichter sollen sowohl vom Boden als auch aus dem All beobachtet werden, um durch Zusammenführung mit Daten von weiteren Instrumenten auf dem Satelliten zu einem besseren Verständnis der Wechselwirkung zwischen Sonnenwind und magnetosphärischen Teilstürmen zu gelangen.
Als Träger des Arktisobservatoriums fungiert das Aurora Observatory, eine Non-Profit-Ausgründung der Northeast Iceland Development Agency (NIDA) in Húsavík, die 2023 von Reinhard Reynisson geleitet wurde. Das Chinesische Polarforschungszentrum hat das Land und die Gebäude für die Dauer des Betriebs vom Aurora Observatory gepachtet.